# پرسلاپ
پرسلاپ (به صربی: Preslap) یک منطقهٔ مسکونی در صربستان است که در تسرنا تراوا واقع شده‌است. پرسلاپ ۲۵۱ نفر جمعیت دارد.